# Церква Святого Юрія (Яворів)
Це́рква Свято́го Ю́рія — чинна церква в Яворові (Львівська область), парафія належить конфесії УГКЦ.
Біля церкви розташована дерев'яна дзвіниця (1764), що є пам'яткою архітектури.

## З історії храму
Дерев'яну греко-католицьку церкву Святого Юра збудували 1744 року, причому, найвірогідніше, на місці ще старішого храму, також із дерева.
У 1749 році Ян Кароль Вандалін Мнішек, володар Яворова (також Вишнівця), наділив храм додатковими привілеями. У 1764 році на захід від церкви збудували дерев'яну дзвіницю з відкритою галереєю, вкриту куполом, а все церковне подвір'я тоді оточила дерев'яна огорожа з невеликим ґонтовим стрішком.
На початку XIX ст. внаслідок політики секуляризації, яку провадив австрійський уряд, церква Святого Юрія виявилась єдиною парафією в містечку. Саме їй підпорядковувалися дочірні храми Успіння та Різдва Богородиці. У 1822 провели ремонт споруди, зокрема, до нави прибудували бокові притвори, що зробило будівлю хрестоподібною в плані.
У 1887 році парафіяни постановили збудувати новий храм. 25 травня 1899 року заклали наріжний камінь новобудови, що освятив перемишльський єпископ Костянтин Чехович.
З проханням розробити проєкт храму церковний будівельний комітет звернувся до відомого архітектора Василя Нагірного. Проєкт нової п'ятикупольної церкви був готовий того ж 1899 р. і базувався на образі собору Святої Софії в Стамбулі. Церкву будували віденські та місцеві майстри. Цеглу привозили фірами і складали при дорозі. Там була встановлена спеціальна скринька, куди перехожі кидали гроші за куплену цеглину. Куплені цеглини перекидалися через огорожу, і коли на вулиці не лишалося жодної цеглини, гроші виймали зі скриньки і перераховували. З'ясували, що сума за цеглу була значно більшою, аніж сподівана.
Парафіяни встановлювали чергування, під час якого добровільно допомагали будівничим. Допомагали й школярі. Гроші на іконостас пожертвував І. Бриттан (його пам'ятна дошка висить у церкві). Різьбив іконостас та один з вівтарів Микола Масюк, інші вівтарі — Осип Баланда, Григорій Щирба, Юрій Масюк та Лісовський.
У 1902 році будівництво церкви та реставрацію старої дерев'яної дзвіниці завершили.
Після більшовицької анексії Західної України храм тимчасово передали РПЦ, а 1990 року — повернуто громаді вірних УГКЦ.

## Галерея

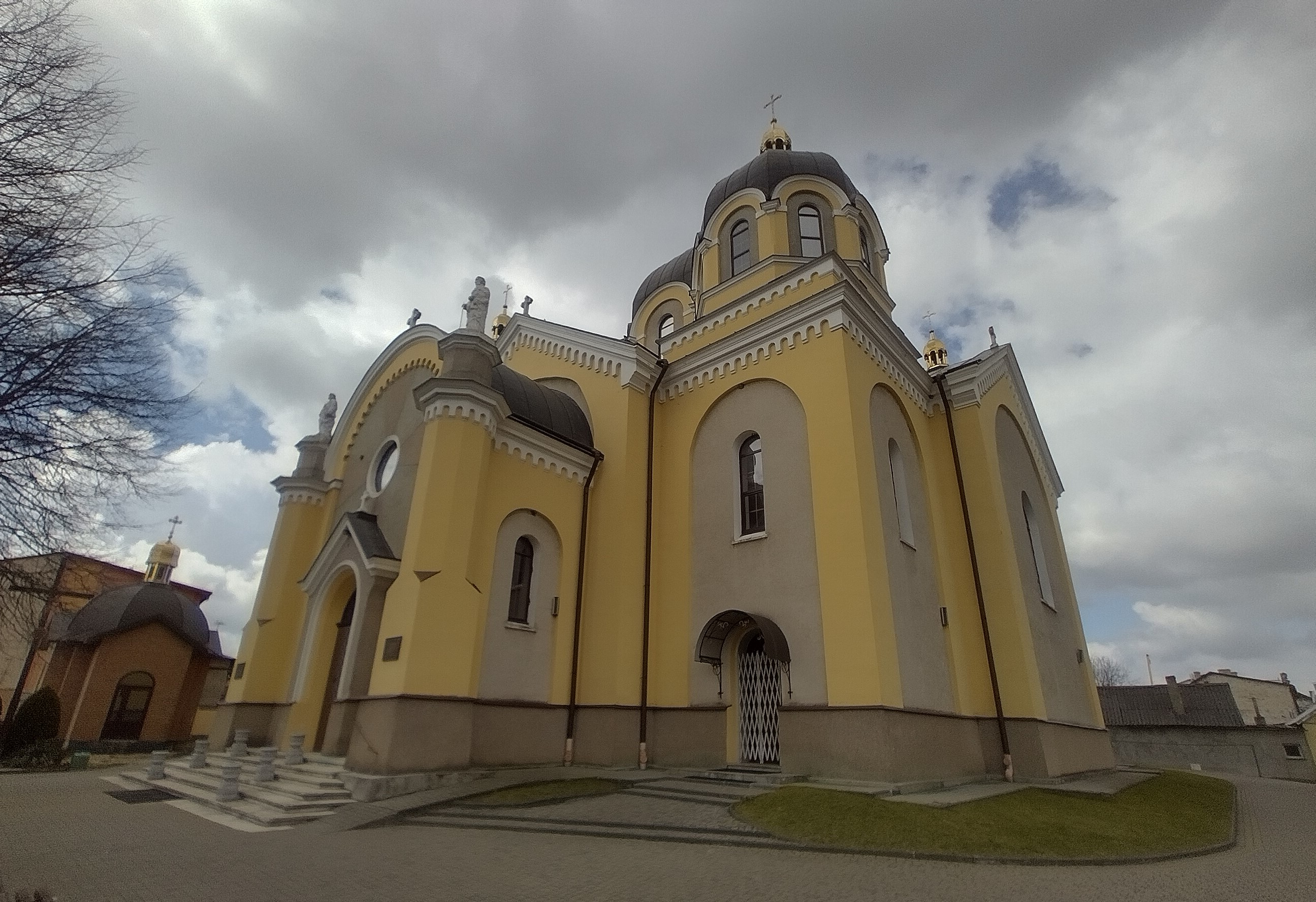
Головний фасад храму
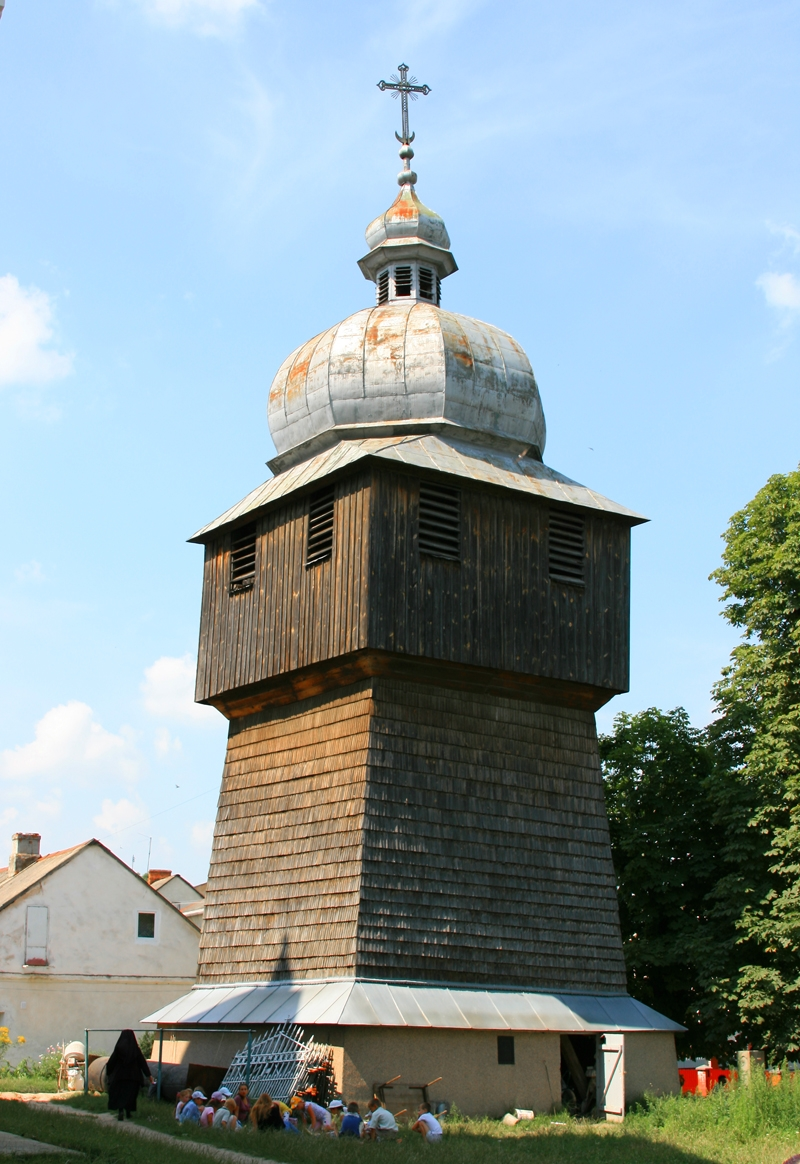
Стара (1764 рік) дерев'яна дзвіниця біля церкви
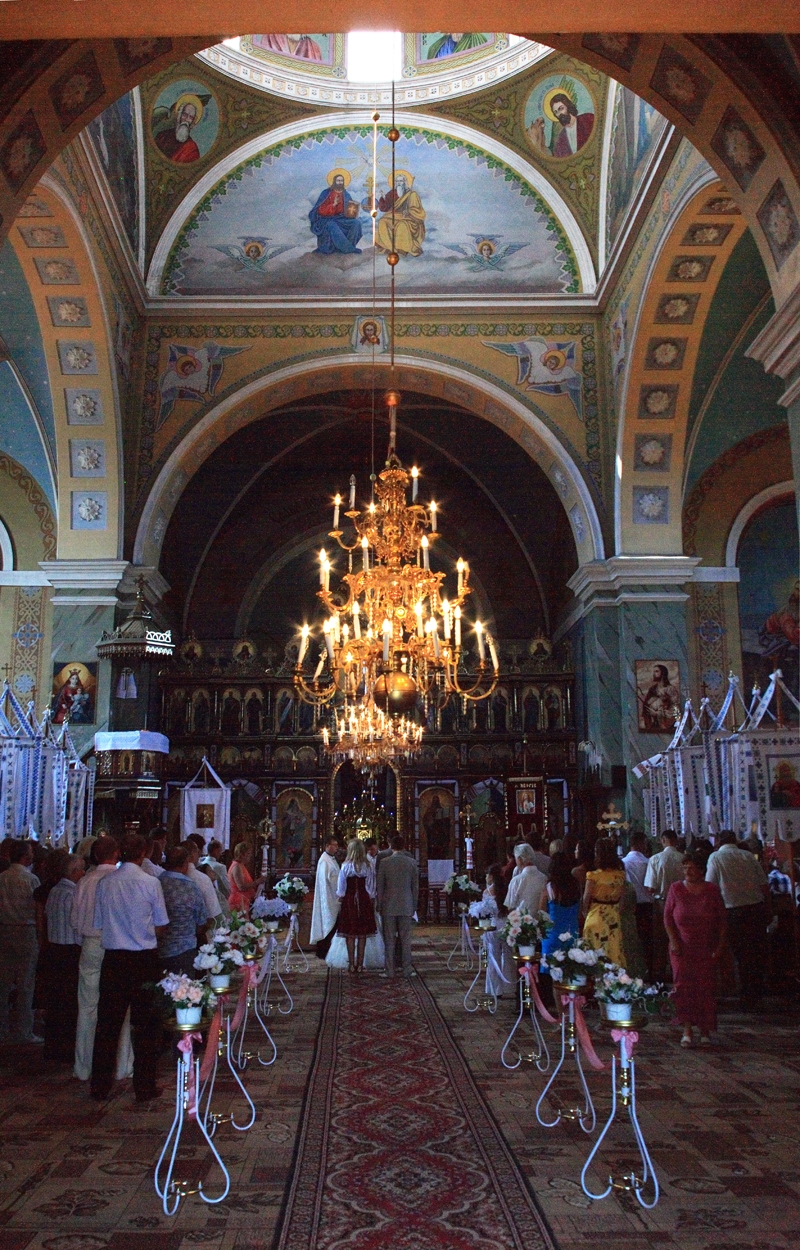
Інтер'єр церкви
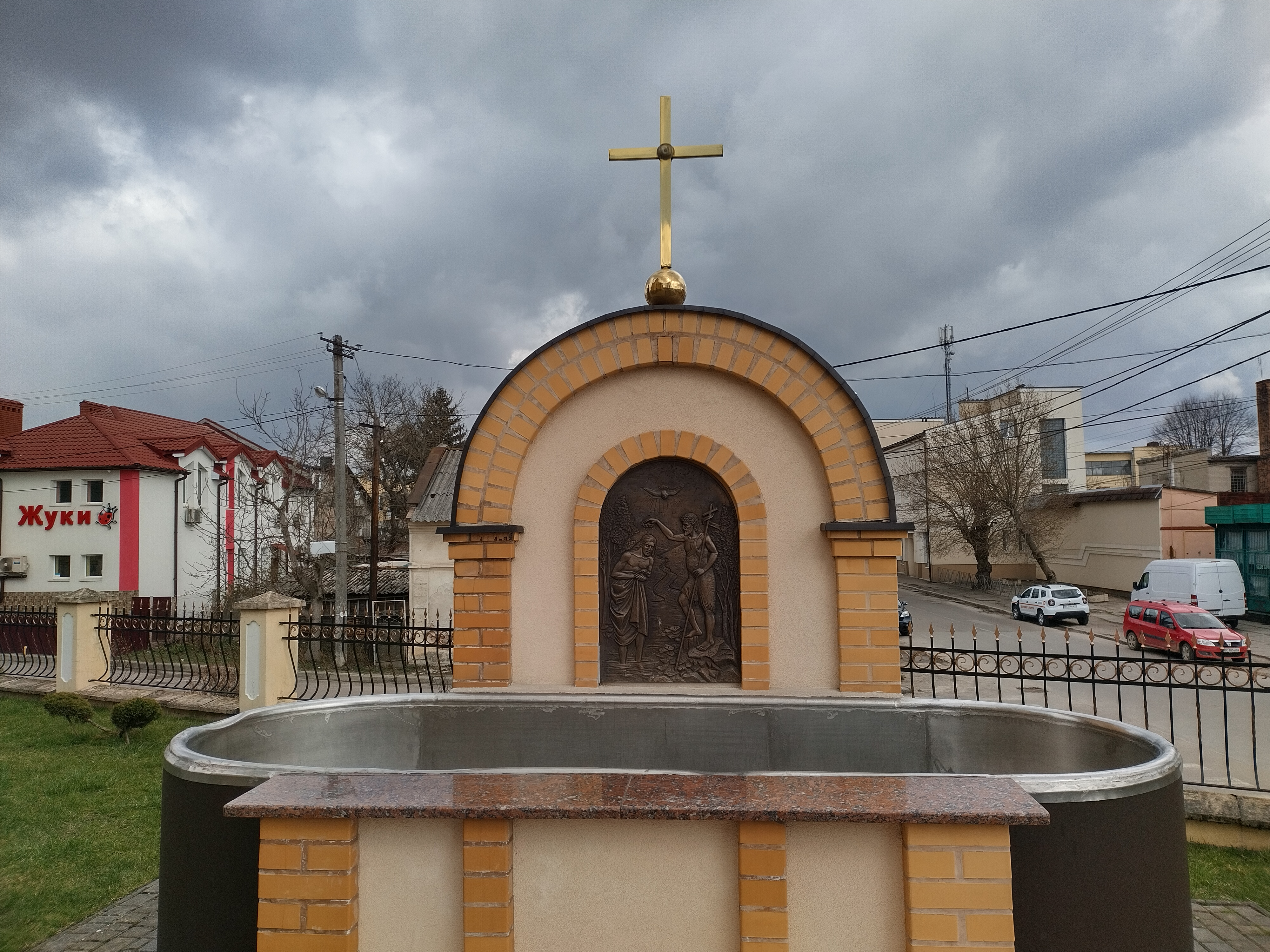
Купіль для Водохреща
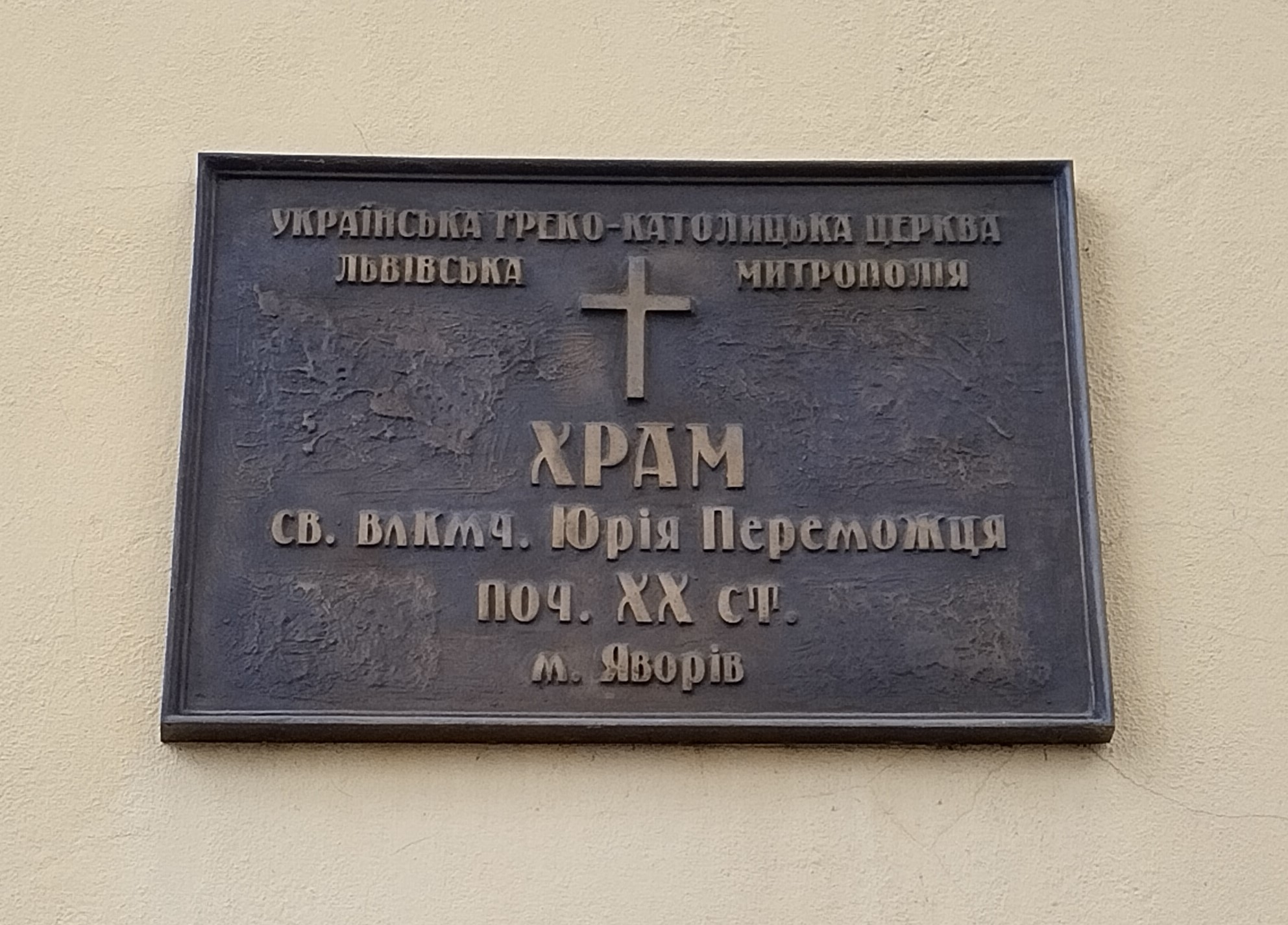
Інформаційна табличка
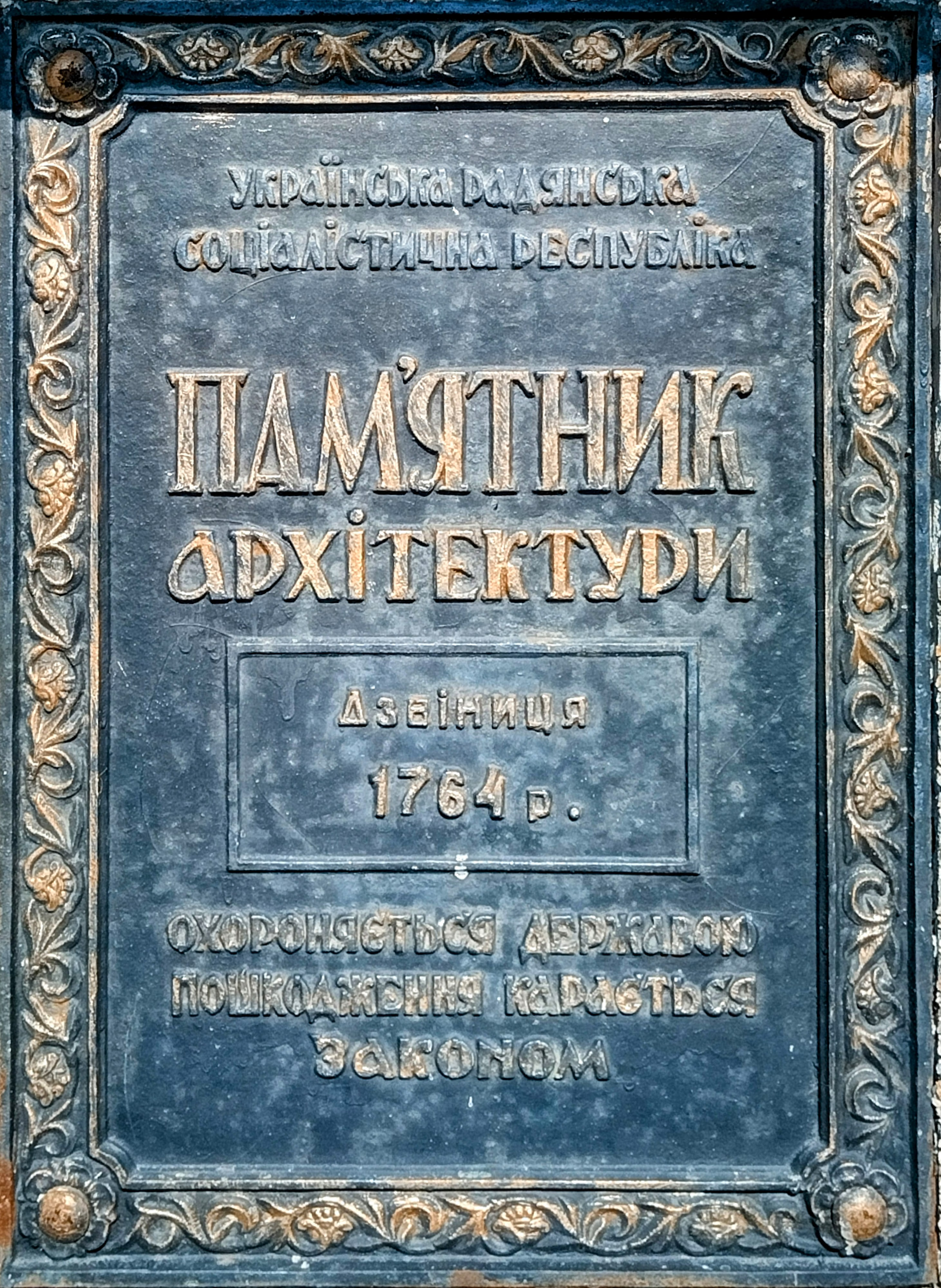
Охоронна дошка дзвіниці

## Джерело-посилання
- Пам'ятки Яворова на www.castles.com.ua (Замки та храми України)